# Амилоидоза
Амилоидоза (лат. amyloidosis) је хронично обољење, које се карактерише нагомилавањем абнормалног протеина амилоида у ткивима и органима.
Обичан протеин постаје амилоид уколико се претвори у нерастворљиву форму под именом бета-наборана плоча. Постоји око 25 врста беланчевина за које се зна да могу да формирају амилоиде код људи, а већина њих улази у састав крвне плазме.

## Етиологија и класификација
Природа болести је слабо позната, а дијагноза се често поставља тек у њеном поодмаклом стадијуму. Амилоидоза се најчешће класификује на следећи начин:
- примарна амилоидоза (без знакова претходне или удружене болести),
- амилоидоза удружена са мултиплим мијеломом,
- секундарна или реактивна амилоидоза удружена са хроничним инфламаторним обољењима (остеомијелитис, туберкулоза, реуматоидни артритис),
- хередофамилијарна амилоидоза,
- локална амилоидоза,
- амилоидоза удружена са старењем и
- амилоидоза удружена са дуготрајним хемодијализама.[1]

## Клиничка слика
Протеин амилоид може да се таложи локално када нема клиничке последице, или може да захвати било који органски систем доводећи до тешких поремећаја. Испољава се симптомима и знацима оштећења органа у којима се амилоид исталожио.
Први знак захваћености бубрега је протеинурија (присуство протеина у мокраћи), као последица насталог нефротског синдрома. Може се испољити и хроничном бубрежном инсуфицијенцијом без повишеног крвног притиска.
Амилоидоза срца испољава се застојном срчаном инсуфицијенцијом и обично је прати кардиомегалија (увећање срца).
Гастроинтестинални тракт је често захваћен код болесника са системском амилоидозом. Тегобе могу да настану услед таложења амилоида у структуре црева или услед инфилтрације нервног система који инервише гастроинтестинални тракт. Често је захваћен језик који се увећава (макроглосија). Покретљивост црева је смањена и обично постоји синдром лоше апсорпције, опстипација (затвор), болови у трбуху и дијареја.
Јетра је често захваћена у секундарној амилоидози. Долази до њеног увећавања, али су поремећаји тестова функције јетре присутни тек у одмаклој фази болести. Нема специфичних тестова који указују на амилоидозу овог органа.
Амилоид може да се таложи и у зглобовне структуре услед чега се јављају болови у зглобовима, замор и јутарња укоченост. Зглобови могу бити симетрично захваћени, а клиничка слика може да подсећа и на друге реуматске болести.

## Дијагноза
Основни услов за постављање дијагнозе је биопсија захваћеног органа и хистопатолошки преглед добијеног узорка. Дијагноза примарне амилоидозе поставља се уколико се нађе плазмоцитна инфилтрација у косној сржи, М-компонента у серуму, а одсутне су болести које су познате као узрочници секундарне амилоидозе.

## Лечење
Током терапије користе се углавном цитостатици. Код болесника са секундарном амилоидозом спроводи се лечење захваћених органа и поремећаја њихових функција.

## Болест код животиња
Гломеруларна амилоидоза је болест бубрега која се јавља код паса расе Бигл и Шар пеј, као и код мачака Абисињске расе узраста 1-5 година.